# Heteropyxideae
Heteropyxideae é uma das duas tribos pertencentes à família das mirtáceas. Se divide nos seguintes géneros:

## Géneros
- Heteropyxis Harv.